# Nominativ
Nominativ (lat. nominare = imenovati) padež je koji u mnogim jezicima, uključujući hrvatski, označava vršitelja radnje, nositelja zbivanja, stanja ili osobine, nasuprot drugim padežima. Nominativ se često naziva i "prvi" padež. Pojmovi se u rječnicima nalaze redovno u nominativu.
U hrvatskom nominativ odgovara na pitanje tko? ili što? Nominativ je, uz vokativ, samostalan padež. On je najčešće subjekt ili dio imenskog predikata u rečenici.

## Služba
Nominativ i njegova služba:
- najčešće subjekt

Marko je došao.
Bijeli je cvijet procvao.
Došli su gosti.
- dio imenskog predikata

On je bio mudar.
To nije moj konj.
Vrata su otvorena.
- uz neke glagole (postati, zvati se, ostati, činiti se, biti i dr.), nominativ služi kao i predikatni proširak (na njegovo mjesto u ovim slučajevima ponekad može doći i instrumental)

Postao je liječnik.
Zovem se Bond.James Bond.
Bio je učitelj.
- s veznicima kao i nego nominativ može biti priložna oznaka načina

Odjeknulo je kao bomba.
To nije bio Marko, nego Maja!
Izgledala je kao vila.
- kao pridjevska dopuna

Dobar kao kruh.
- zajedno s veznikom kao može imati i službu priložne oznake vremena

Još kao dijete nije volio to jesti.
- atribut i apozicija kad god se odnose na imenicu u nominativu

Bila je tu i Janja, Ivanova žena, vrlo ozbiljna osoba.
- izvan rečenice nominativ služi za imenovanje bića, stvari, pojava

hrast lužnjak, Hrvatska, mliječna čokolada, Hrvoje Horvat, Jadransko more, Požeška kotlina

### Glasovne promjene u nominativu
|         | Sibilarizacija |
| Jednina | Množina        |
| vuk     | vuci (vukovi)  |
| dječak  | dječaci        |
| prilog  | prilozi        |

Sibilarizacija je glasovna promjena u kojoj se suglasnici k, g i h zamjenjuju suglasnicima c, z i s.
Neke imenice u nominativu množine muškog roda imaju dugu množinu (nastavci su -ovi, -evi: vuk – vukovi, duh – duhovi), a neki imaju kratku (-i: duh – dusi, vuk – vuci), a neki i dugu i kratku što znači da mogu biti duhovi i dusi, vukovi i vuci.
Umetkom -ov produžuje se osnova množine jednosložnih imenica, a umetkom -ev ako imenica završava glasom č, ć, š, ž, dž, đ, j, lj ili nj. 
|          | Nepostojeće a |
| Jednina  | Množina       |
| pas      | psi           |
| pisac    | pisci         |
| ljenivac | ljenivci      |
| borac    | borci         |

Nepostojeće a je a koje postoji samo u nekim oblicima iste riječi, npr. pas – psi, pisac – pisci.